# EXpress-Edition
Der Berliner Verlag EXpress-Edition war ein Spezialverlag, der im April 1979 von dem Grafiker und Fotografen Horst Herkner in Berlin als politische Galerie und Verlag gegründet wurde und bis Ende der 1980er Jahre Bücher zur Ausländerthematik herausgab. Der Schwerpunkt lag auf Themen zur Einwanderung aus der Türkei.

## Programm
Der Verlag gab unter anderem heraus:
- Belletristik (in erster Linie von Migranten geschrieben, wie die Romane von Saliha Scheinhardt oder den ersten Satireband von Osman Engin sowie Übersetzungen aus der Türkei, Indonesien und Indien)
- migrationswissenschaftliche Studien
- Schul- und Lehrbücher (wie zur interkulturellen Musikerziehung)
- die Verlagsreihe „Ethnomedizin und Bewußtseinsforschung“
- die Schriftenreihe des „European Centre for Community Education“ (1986 bis 1990)
- die kulturpolitisch orientierte erfolgreiche Reisebuch-Reihe „Roter Rucksack“.

## Autoren
Weitere bekannte Autoren des Verlages waren Pramoedya Ananta Toer, Levent Aktoprak, Stanislav Grof, Hanscarl Leuner, Christian Rätsch, Louis Lewin, Claudia Winterstein, Hüdai Ülker, Arne Heise, Hermann Schäfer, Kemal Kurt und Mahmut Makal.
Der Verlag war in den 1980er Jahren besonders bei Pädagogen, die mit Ausländern arbeiteten, und bei einem linksorientierten deutschen Lesepublikum und in der intellektuellen Einwandererszene bekannt.